# Olindance
Olindance é o segundo álbum da banda brasileira Academia da Berlinda, lançado virtualmente em 2011. Esse álbum é composto por quatorze faixas que misturam um conjunto de ritmos, como a Música afro-caribenha, a cumbia, ritmos nordestinos, com destaque para a música tradicional pernambucana, músicas bregas sessentistas, além do angolano semba.
O single Fui Humilhado deste álbum compôs a trilha sonora do filme brasileiro Tatuagem, dirigido por Hilton Lacerda.

### Lista de músicas do CD
O CD foi lançado em 2011 reunindo as seguintes faixas.
| N.º | Título | Duração |  |
| 1.  | "Bem Melhor" (Letra e música: Tom Rocha.) | 2:49    |  |
| 2.  | "Cumbia da Praia" (Letra e música: Yuri Rabid.) | 3:23    |  |
| 3.  | "Fui Humilhado" (Letra e música: Alexandre Urêa, Ganga.)                                                                                             | 4:11    |  |
| 4.  | "Lua" (Música: Academia da Berlinda / Letra: Tiné.)                                                                                                  | 4:52    |  |
| 5.  | "Praia do L (Instrumental)" (Música: Gabriel Melo)                                                                                                   | 2:27    |  |
| 6.  | "A Gringa" (Música: Tom Rocha, Tiné, Gabriel Melo. / Letra: Tiné, Alexandre Urêa.)                                                                   | 3:25    |  |
| 7.  | "Filhinho" (Música: Academia da Berlinda / Letra: Tiné.)                                                                                             | 4:01    |  |
| 8.  | "Melô do Meninão" (Música: Yuri Rabid, Alexandre, Tiné, Juliano Holanda, Gustavo da Lua. / Letra: Yuri Rabid, Alexandre Urêa, Tiné, Gustavo da Lua.) | 3:05    |  |
| 9.  | "E Então" (Letra e música: Tiné.) | 4:40    |  |
| 10. | "O Gole" (Letra e música: Tom Rocha.) | 3:27    |  |
| 11. | "Primeiro Plano" (Letra e música: Tiné.) | 3:34    |  |
| 12. | "Berliman (Instrumental)" (Música: Hugo Gila, Yuri Rabid, Gabriel Melo, Irandê Naguê, Tom Rocha.)                                                    | 3:35    |  |
| 13. | "Lágrimas" (Letra e música: Tiné, Alexandre Urêa, Yuri Rabid, Hugo Gila.)                                                                            | 4:03    |  |
| 14. | "Tapete Vermelho" (Letra e música: Tiné, Tom Rocha.)                                                                                                 | 3:00    |  |